# San Pablo (Paraguay)
San Pablo es un distrito paraguayo del Departamento de San Pedro, situado a unos 330 km de Asunción. Se localiza sobre el río Jejuí Guazú, y su suelo es apto para la agricultura y la ganadería.

## Geografía
Tiene una extensión de 603 km² y se encuentra en el centro del San Pedro, y comprende una de las más ricas reservas de bosques altos muy rentables, por lo que atraen su explotación y comercialización. En la región existen zonas de uso agropecuario y praderas bajas que son inundables.
Limita al norte conSan Pedro del Ycuamandiyú, separado por el río Jejuí Guazú; al sur con Villa del Rosario; al este con Choré; y al oeste con Antequera.
Se encuentra bañado por el río Jejuí Guazú, el menos contaminado del país y con playas de arena blanca.

## Clima
El clima es predominantemente lluvioso y húmedo, la humedad relativa es del 70 al 80%. La media es de 23 °C, la máxima en verano es de 38 °C y la mínima de 10 °C.

## Economía
Su economía es esencialmente agrícola y se ha incrementado considerablemente gracias a la fertilidad de su suelo y al programa de creación de nuevas colonias, sus principales productos agrícolas son: algodón, tabaco, soja, yerba mate, mandioca, girasol, naranjo agrio y naranjo dulce.

## Infraestructura
El distrito cuenta con los siguientes puertos: Puerto Tajy y el Puerto La Niña, que sirven para el comercio de su producción agrícola, y como vía de comunicación con los distritos de la zona.
Se accede a este distrito por rutas que se encuentran sin pavimento y los caminos internos también carecen totalmente de él, siendo caminos rurales secundarios. Los caminos de terraplén comunican a todos los distritos entre sí y con las rutas nacionales.
Actualmente, este distrito cuenta con servicios de transporte público entre distritos y servicios periódicos hasta la capital del país, además de Ciudad del Este, Pedro Juan Caballero, y destinos en Brasil, Argentina y Chile.